# Jardins Mossèn Costa i Llobera
Les Jardins de Mossèn Costa i Llobera sont des jardins thématiques de plantes rares, d'une superficie de 6,15 hectares, situés sur la montagne de Montjuïc, à Barcelone. Le parc doit son nom au poète majorquin Miquel Costa i Llobera.

## Présentation
Crées en 1970 et gérés par la mairie de Barcelone, les jardins présentent une importante collection de cactus et d'autres plantes succulentes.
Situés sur le versant est de la montagne de Montjuïc, ils bénéficient d'un microclimat spécifique. Face au port de Barcelone, en contrebas du château de Montjuïc, ils sont aussi connus pour leurs vues panoramiques.
On y cultive 800 espèces de cactus et de plantes grasses et succulentes provenant du monde entier, notamment d’Afrique, d’Amérique et d’Australie. Le jardin abrite également des espèces d’arbres originaires des régions méditerranéennes et tropicales, une douzaine d’espèces de palmiers, la collection Pallanca (Bordighera, Italie) et la collection du passionné de cactus Joan Pañella. L’ensemble constitue l’un des jardins dédiés aux collections de succulentes les plus importants au monde, comparable au Jardin Exotique de Monaco.
Parmi les espèces remarquables de succulentes, on peut citer les cactus des genres Ferocactus (Cactus tonneau), Echinopsis, Echinocactus, Astrophytum et Mammillaria. D’autres exemplaires de succulentes non cactacées incluent des spécimens des genres Aloe, Opuntia, Cylindropuntia, Euphorbia, Agave ou Jamacaru. En ce qui concerne la collection d’arbres, on trouve des caroubiers (Ceratonia siliqua), des oliviers (Olea europaea), des arbres bouteilles (Brachychiton populneus), des chênes australiens (Grevillea robusta) et des pieds-d’éléphant (Bauhinia grandiflora).

## Dénomination
Les jardins portent le nom du célèbre poète majorquin Miquel Costa i Llobera, également prêtre (en catalan : Mossèn). Les jardins présentent de nombreux éléments décoratifs et artistiques. Parmi eux, on trouve une pergola et plusieurs sculptures d’artistes catalans, telles que :
- L’au dels temporals, el Pi de Formentor de Joaquim Ros i Bofarull, qui rend hommage au poème de Costa i Llobera, Le Pin de Formentor
- La Puntaire de Josep Viladomat, située sur un promontoire offrant une vue imprenable
- A Joan Pañella de Meritxell Duran.

## Accès

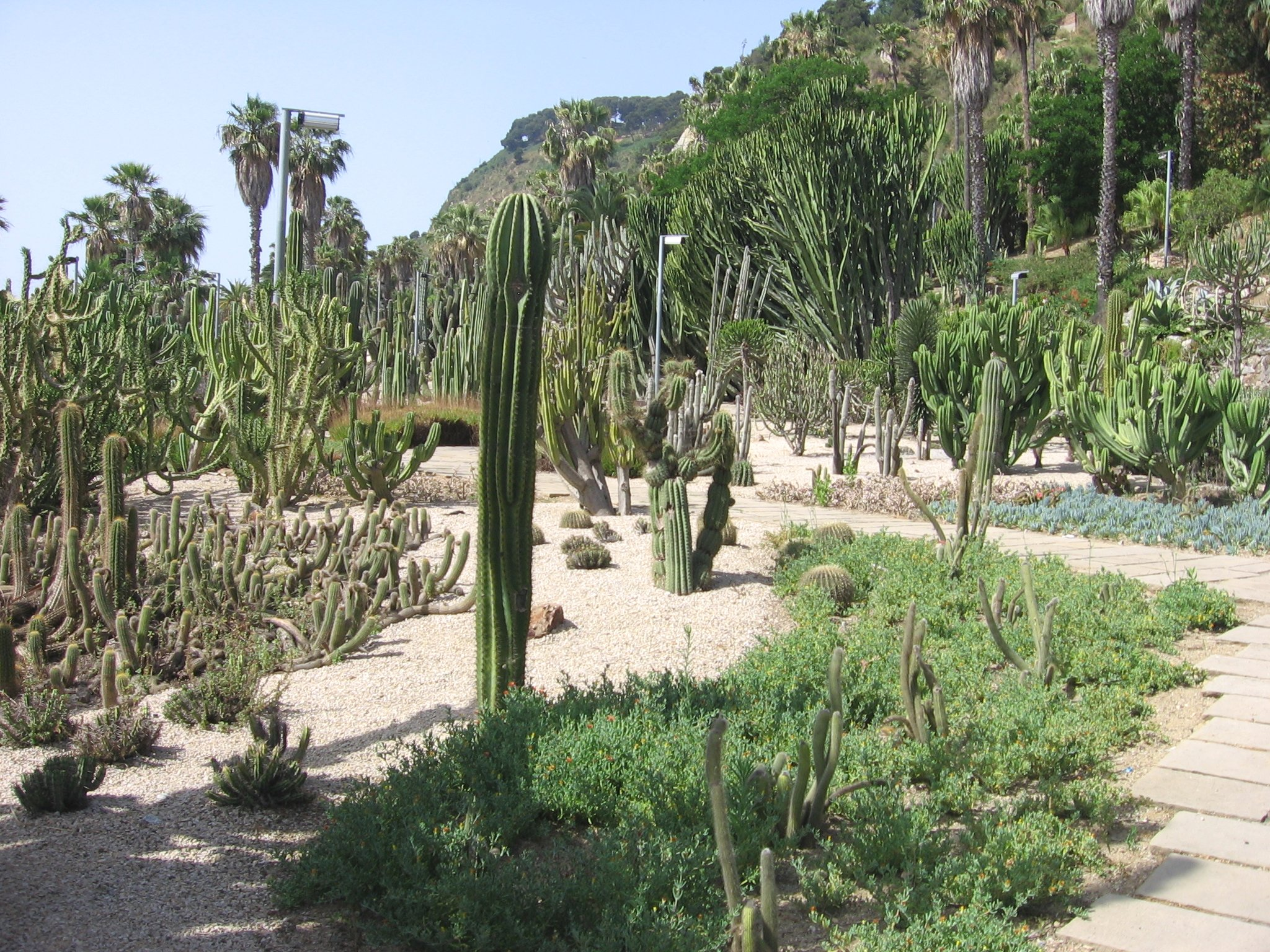
Jardins de Mossèn Costa i Llobera.

Le site est accessible par le téléphérique de Montjuïc. On peut également y accéder à pied depuis les Drassanes, près du Port.